# Újvárfalva, Somogy
Újvárfalva  este un sat în districtul Kaposvár, județul Somogy, Ungaria, având o populație de 312 locuitori (2011). 

## Demografie
Componența etnică a satului Újvárfalva
     Maghiari (76,58%)
     Romi (19,62%)
     Germani (2,85%)
     Necunoscut (0,95%)
     Alții (0,95%)
Componența confesională a satului Újvárfalva
     Fără religie (8,97%)
     Reformați (2,24%)
     Luterani (1,92%)
     Necunoscută (86,86%)
     Alte religii (1,28%)
Conform recensământului din 2011, satul Újvárfalva avea 312 locuitori. Din punct de vedere etnic, majoritatea locuitorilor (76,58%) erau maghiari, existând și minorități de romi (19,62%) și germani (2,85%). Apartenența etnică nu este cunoscută în cazul a 0,95% din locuitori. Nu există o religie majoritară, locuitorii fiind persoane fără religie (8,97%), reformați (2,24%) și luterani (1,92%). Pentru 86,86% din locuitori nu este cunoscută apartenența confesională.